# Schizocosa tenera
Schizocosa tenera är en spindelart som först beskrevs av Karsch 1879.  Schizocosa tenera ingår i släktet Schizocosa och familjen vargspindlar. Inga underarter finns listade i Catalogue of Life.